# Інверно-е-Монтелеоне
Інверно-е-Монтелеоне (італ. Inverno e Monteleone, п'єм. Inverno e Monteleone) — муніципалітет в Італії, у регіоні Ломбардія,  провінція Павія.
Інверно-е-Монтелеоне розташоване на відстані близько 450 км на північний захід від Рима, 33 км на південний схід від Мілана, 19 км на схід від Павії.
Населення — 1474 особи (2014).

## Демографія
Населення за роками:

Станом на 1 січня 2023 року в муніципалітеті офіційно проживало 120 іноземців з 21 країни, серед них 40 громадян країн Євросоюзу та 1 громадянин України.

## Сусідні муніципалітети
- Кортеолона-е-Дженцоне
- Джеренцаго
- Мірадоло-Терме
- Сант'Анджело-Лодіджано
- Санта-Кристіна-е-Біссоне
- Віллантеріо